# Cadésia (província)
Cadésia (em árabe: القادسية; romaniz.: al-Qādisiyyah) é uma das 19 províncias do Iraque. Possui 8 150 quilômetros quadrados e segundo censo de 2018, havia 1 291 048 habitantes. Sua capital fica em Diuania. Foi assim chamada em honra à cidade de Cadésia, próximo a qual o Império Sassânida foi decisivamente derrotado pelo Califado Ortodoxo em 636.